# Henneke Hagen
Henneke Hagen (Hilversum, 26 augustus 1953) is een Nederlands documentairemaker. Zij werkt sinds 2002 voor het VPRO-programma Tegenlicht als researcher en was enige jaren eindredacteur voor dit programma, samen met Frank Wiering.
In de jaren tachtig was Hagen bekend als kraakster en lid van de antimilitaristische actiegroep Onkruit. Eerder werd ze tweemaal aangehouden voor diefstal en vuurwapenbezit. In 1984 werd zij berecht in verband met de Onkruit-inbraak in Dubbeldam, waarvoor ook Wijnand Duyvendak werd veroordeeld. In 1988 werd zij aangehouden in verband met de aanslagen van RaRa, maar zij werd wegens gebrek aan bewijs vrijgelaten.. Hagen was daarentegen in de jaren '80 de vriendin van RaRa kopstuk René Roemersma .
aared